# Veit Hübner

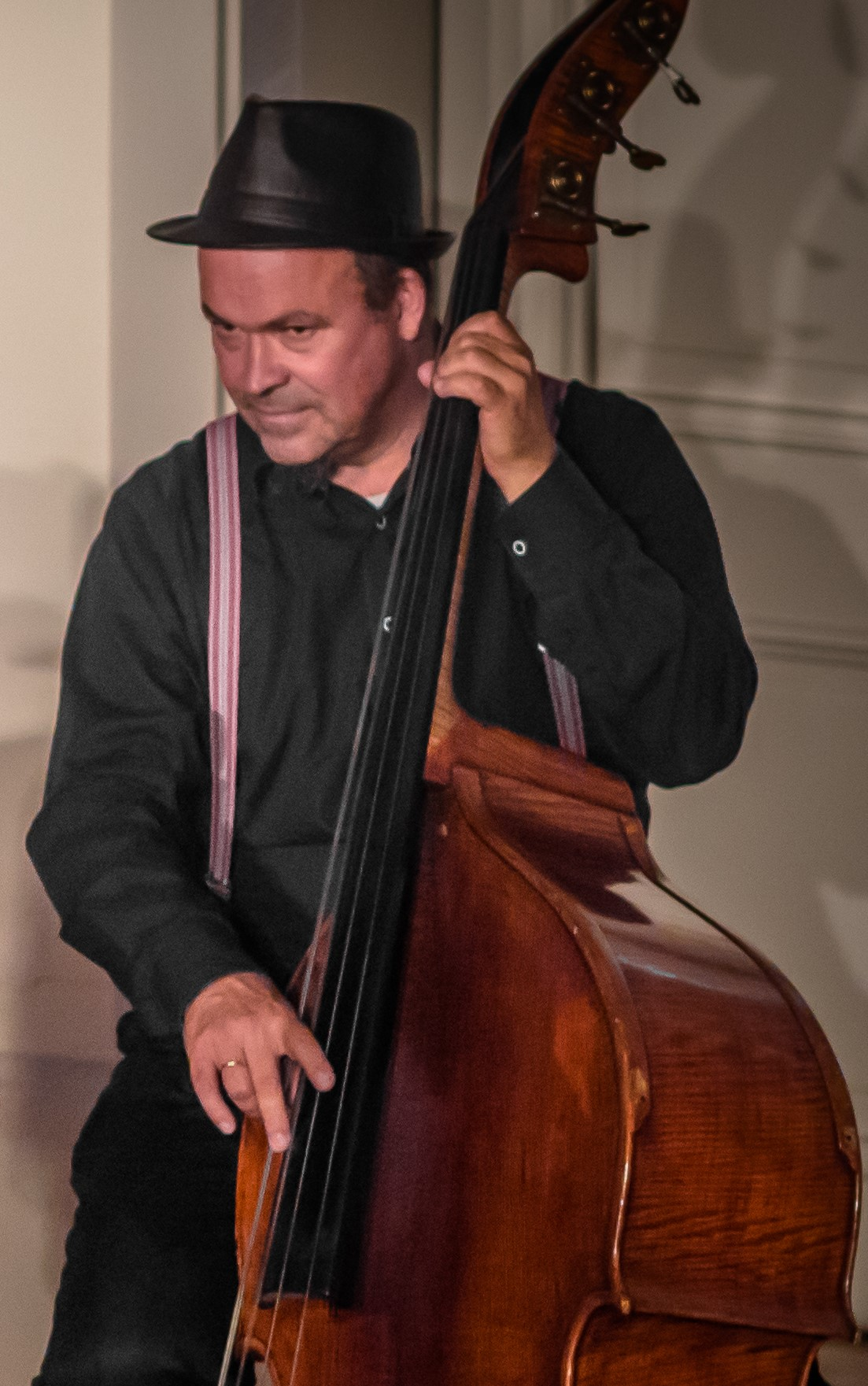
Veit Hübner (2017)

Veit Hübner (* 10. Oktober 1968 in Stuttgart) ist ein deutscher Kontrabassist und Komponist, der vor allem im Jazzbereich hervorgetreten ist.

## Leben und Wirken
Hübner besuchte das Spohn-Gymnasium Ravensburg und studierte von 1990 bis 1996 an der Hochschule für Musik und Darstellende Kunst Stuttgart bis zum Diplom klassischen Kontrabass bei Ullrich Lau und Jazzbass bei Thomas Stabenow. 1996/97 setzte er sein Studium an der New Yorker New School fort (u. a. bei Marc Johnson, Eddie Gomez, Reggie Workman und Richie Beirach), um dann bis 1999 ein Aufbaustudium bei Wolfgang Güttler an der Hochschule für Musik Karlsruhe anzuschließen.
Mit der Worldmusic- und Comedy-Gruppe Tango Five hatte er gemeinsam mit Bernd Ruf, Bobbi Fischer und seinem Bruder Gregor Hübner seit 1985 zahlreiche internationale Auftritte, auch im Hörfunk und Fernsehen. Er arbeitete weiterhin mit Nana Mouskouri, Giora Feidman und Frank Kroll und trat aber auch als Interpret klassischer Musik (u. a. als Solist in Atlantis von Péter Eötvös, aber auch von Werken Dragonettis oder Bottesinis sowie bei den Schwetzinger SWR Festspielen und den Donaueschinger Musiktagen mit dem Radiosinfonieorchester Stuttgart und den Stuttgarter Philharmonikern, mit denen er 2001 auch sein eigenes Werk Metamorphosis für Jazz-Bass und großes Orchester aufführte).  Außerdem spielte er im Ensemble seines Bruders mit Richie Beirach und trat mit Randy Brecker, Charlie Mariano, Jens Thomas, Christof Lauer und Sanni Orasmaa auf.

## Aktuelle Projekte
Veit Hübner ist Mitgründer und künstlerischer Leiter des Einhaldenfestivals. Er ist Mitglied des Ensembles Berta Epple, der Gypsy-Musik-Formation Foaie Verde, der Latin-Jazz-Band Salsa Fuerte und des Tales in Tones Trio, das unter anderem mit dem Jazz-Trompeter Joo Kraus und der Sängerin Malia auftritt.

## Preise und Auszeichnungen
Hübner errang 1989 mit dem Bel Art Trio den ersten Preis bei Jugend jazzt und einen Sonderpreis des Südwestfunks. Mit dem Ensemble Tango Five erhielt er 1992 den Baden-Württembergischen Kleinkunstpreis; 1993 folgte der Kulturpreis der Städte Ravensburg und Weingarten. 1999 errang er einen Preis beim Internationalen Jazz-Kontrabass-Wettbewerb in Cap Breton. 2003 wurde er mit dem Jazzpreis Baden-Württemberg ausgezeichnet.

## Diskographische Hinweise
- The Hübner Brothers Memories (mit Ekkehard Rösle, Richie Beirach, Heinrich Köbberling, 1997, Satin Doll)
- Ralf Schmid/Veit Hübner/Torsten Krill Time Makes the Tune (1998, Mons Records)
- Veit Hübner and Friends (mit Ekkehard Rösle, Sebastian Studnitzky, Grégoire Maret, Thilo Wagner, Ralf Schmid, Torsten Krill, Patrick Manzecchi, 2002, Mons Records)
- Tango Five Amando a Buenos Aires (mit Raúl Jaurena und Marga Mitchell, 2002)
- Manfred Kniel and his Reduction Quartet (mit Mike Svoboda und Karl Farrent, 2011, Low Down Music)